# Giulia Pollini
Giulia Pollini (Como, 8 de marzo de 1988) es una deportista italiana que compitió en remo.
Ganó dos medallas de bronce en el Campeonato Mundial de Remo, en los años 2012 y 2013, y dos medallas en el Campeonato Europeo de Remo, en los años 2010 y 2013.

## Palmarés internacional
| Campeonato Mundial | Campeonato Mundial          | Campeonato Mundial | Campeonato Mundial  |
| Año                | Lugar                       | Medalla            | Prueba              |
| ------------------ | --------------------------- | ------------------ | ------------------- |
| 2012               | Plovdiv (Bulgaria)          | Medalla de bronce  | Cuatro scull ligero |
| 2013               | Chungju (Corea del Sur)     | Medalla de bronce  | Cuatro scull ligero |
| Campeonato Europeo |                             |                    |                     |
| Año                | Lugar                       | Medalla            | Prueba              |
| 2010               | Montemor-o-Velho (Portugal) | Medalla de oro     | Cuatro scull ligero |
| 2012               | Varese (Italia)             | Medalla de plata   | Doble scull         |